# Gerhard von Kügelgen

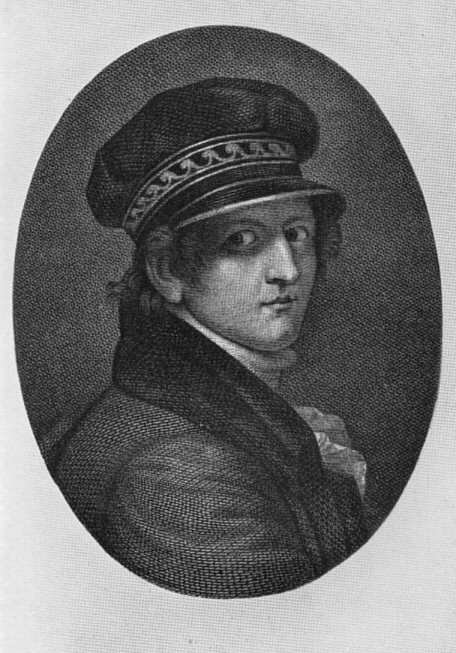
Gerhard von Kügelgen

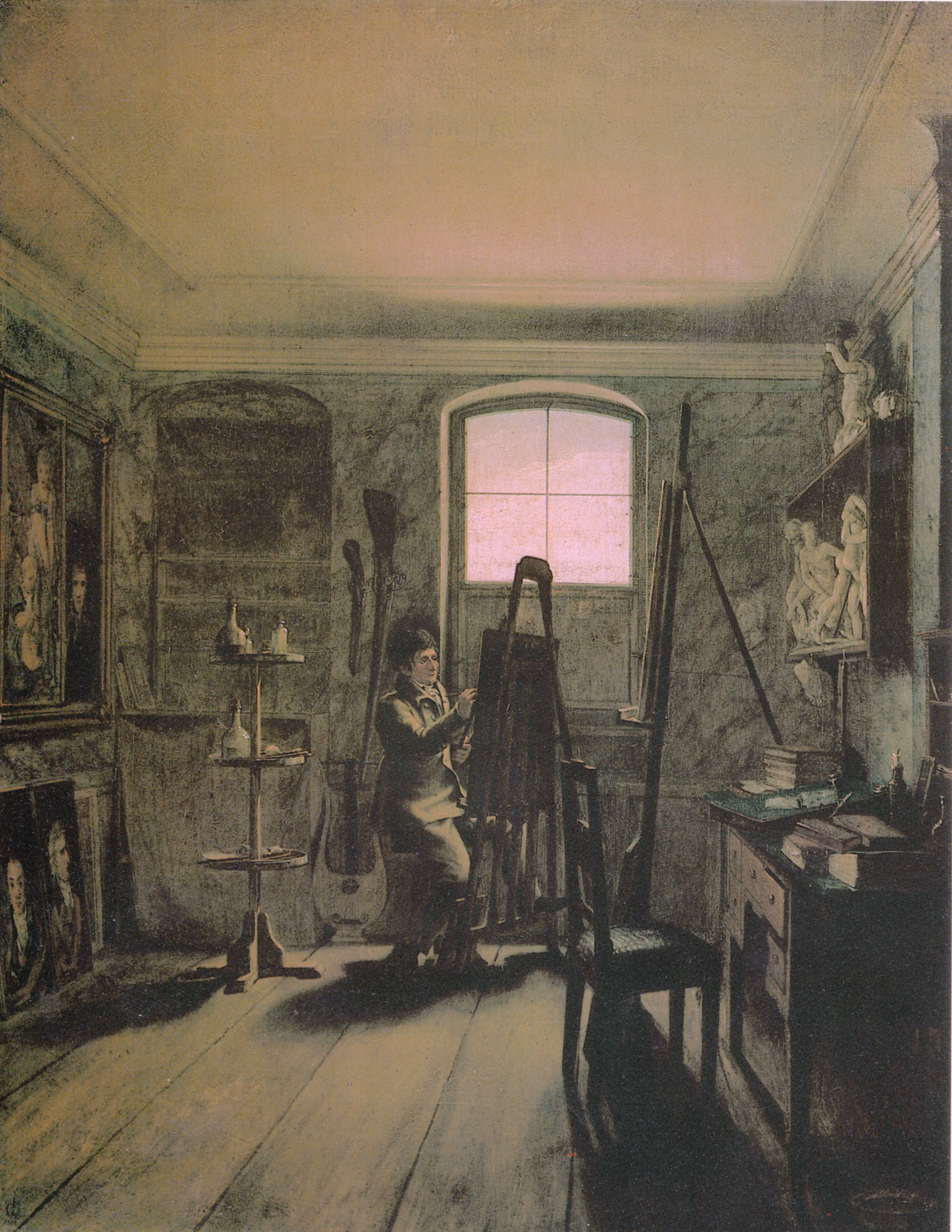
Atelier des Malers Gerhard von Kügelgen (Gemälde von Georg Friedrich Kersting, 1811)

Franz Gerhard von Kügelgen (* 6. Februar 1772 in Bacharach am Rhein; † 27. März 1820 in Dresden) war ein deutscher Porträt- und Historienmaler, Professor an der Kunstakademie in Dresden, Mitglied der Königlich Preußischen Akademie der Künste in Berlin und Mitglied der Kaiserlich Russischen Akademie der Künste in St. Petersburg.

## Leben und Wirken
Gerhard von Kügelgen war ein Sohn des kurkölnischen Hofkammerrats Franz Anton Kügelgen. Nach seiner Gymnasialzeit in Bonn, die er von 1786 bis 1789 gemeinsam mit seinem Zwillingsbruder Karl von Kügelgen verbrachte, ging Gerhard von Kügelgen nach Koblenz zu Januarius Zick, um die Malerei zu erlernen. Ab 1791 war er wieder in Bonn, wo er Porträts des Kurfürsten Maximilian Franz von Österreich, des Kölner Erzbischofs Ferdinand August von Spiegel zum Desenberg und Canstein und des Grafen Ferdinand Ernst von Waldstein anfertigte. Anschließend ging er mit einem Stipendium des Kölner Kurfürsten Maximilian Franz von Österreich gemeinsam mit seinem Zwillingsbruder nach Rom und 1795 über München nach Riga. In Riga wurde er von städtischen Bürgertum und vom deutschbaltischen Adel Livlands gastfreundlich aufgenommen und erhielt zahlreiche Aufträge. Die zweieinhalb Jahre seiner Tätigkeiten in Riga waren seine produktivsten: Aus dieser Zeit sind unter anderem 54 Porträts und zwei allegorische Darstellungen bekannt.
Nach Aufenthalten und Aufträgen in Reval, Sankt Petersburg und Paris ließ sich Gerhard von Kügelgen 1805 in Dresden nieder.
Das Kügelgenhaus (Stadthaus) wurde „Gottessegen“ genannt und war in Dresden Treffpunkt von Künstlern und Persönlichkeiten der Frühromantik; heute befindet sich dort das Kügelgenhaus – Museum der Dresdner Romantik. Kügelgen war Lehrer und Freund des Malers Caspar David Friedrich. Als Auftragsarbeiten malte er in Dresden weiterhin vor allem Porträts. Ihm selbst, einem tiefgläubigen Künstler, war die religiöse Malerei (vor allem biblischer Szenen) wichtiger, ihr galt seine Hingabe.
Gerhard von Kügelgen wurde abends auf dem Weg von seinem Atelier in Loschwitz nach Dresden an der Bautzner Straße von einem Raubmörder, dem Soldaten Johann Gottfried Kaltofen, erschlagen. Er wurde von seinem Sohn Wilhelm von Kügelgen und Polizeidienern gefunden. Franz Gerhard von Kügelgen fand seine letzte Ruhestätte auf dem Alten Katholischen Friedhof in Dresden.
Kaltofen wurde wegen dieses und eines weiteren Mordes (am Tischlergesellen Gottlob Leberecht Winter) am 11. Juni 1821 in Dresden durch das Schwert hingerichtet.

## Familie
Kügelgen heiratete 1800 Helene Marie Zoege von Manteuffel aus Eigstfer in Livland, eine seiner Schülerinnen, die er 1798 in Reval kennengelernt hatte. Ihr ältester Sohn Wilhelm von Kügelgen, ebenfalls Porträt- und Historienmaler, ist als Autor der viel gelesenen Jugenderinnerungen eines Alten Mannes bekanntgeworden. Er wurde 1802 in St. Petersburg geboren. Eine ältere Schwester Maria, geboren 1801 in St. Petersburg, verstarb bereits kurz vor Wilhelms Geburt. Es folgten Gerhard (1806–1884) und Adelheid (1808–1874).

## Werke
- Porträts von Carl Ludwig Fernow, Caspar David Friedrich, Johann Wolfgang von Goethe, Johann Gottfried Herder, Georg Friedrich Kersting, Theodor Körner, August von Kotzebue, Hermann von Pückler-Muskau, Friedrich Schiller, Gotthilf Heinrich Schubert, Adolf Senff, Johann Gottfried Seume, Ludwig Uhland, Zacharias Werner, Christoph Martin Wieland, Karl Morgenstern und vielen anderen Schriftstellern, Künstlern und Wissenschaftlern seiner Zeit
- Bildnisse der russischen Zarenfamilie
- Historienbilder
- Allegorien

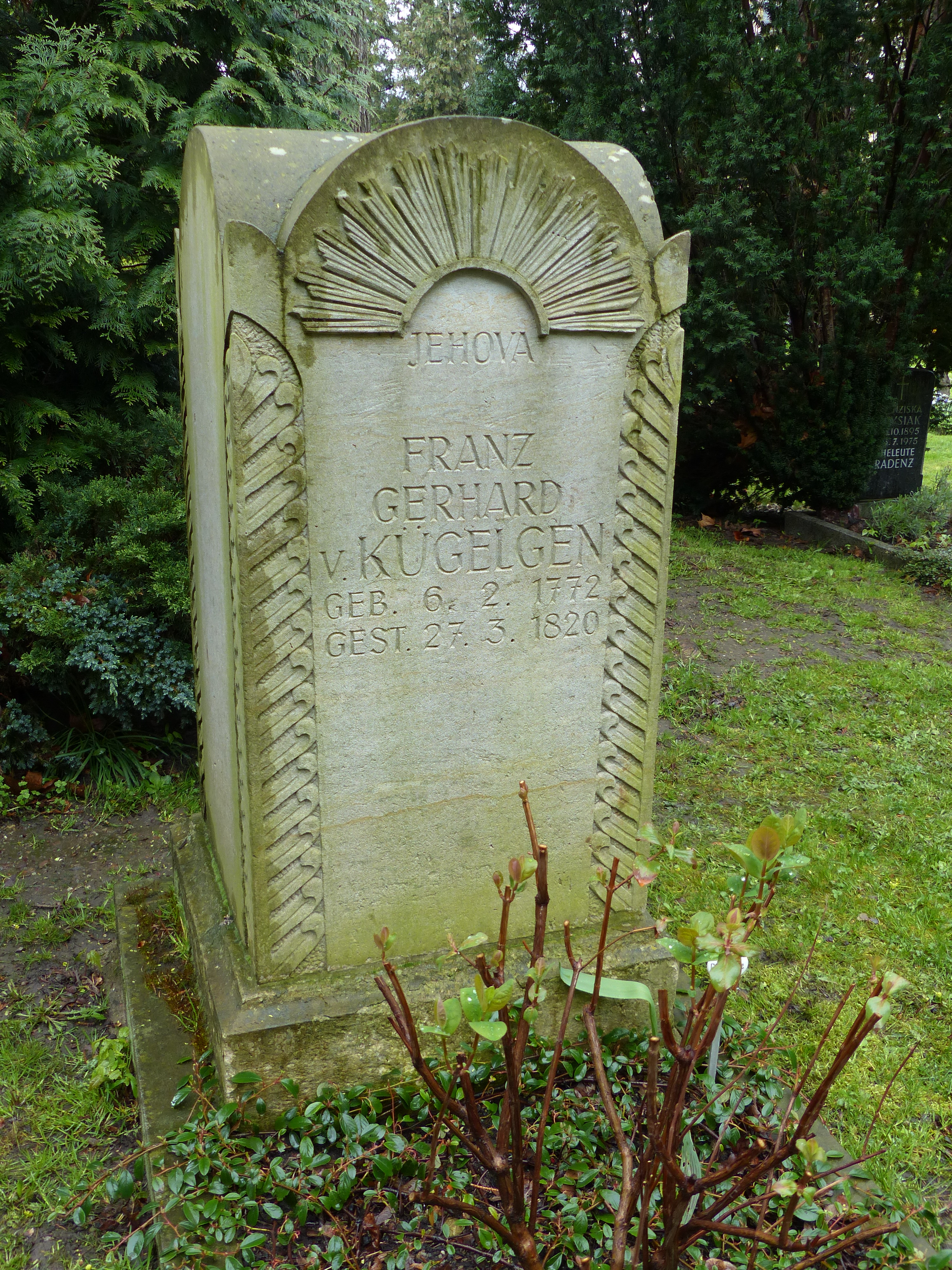
Grabmal Gerhard von Kügelgens
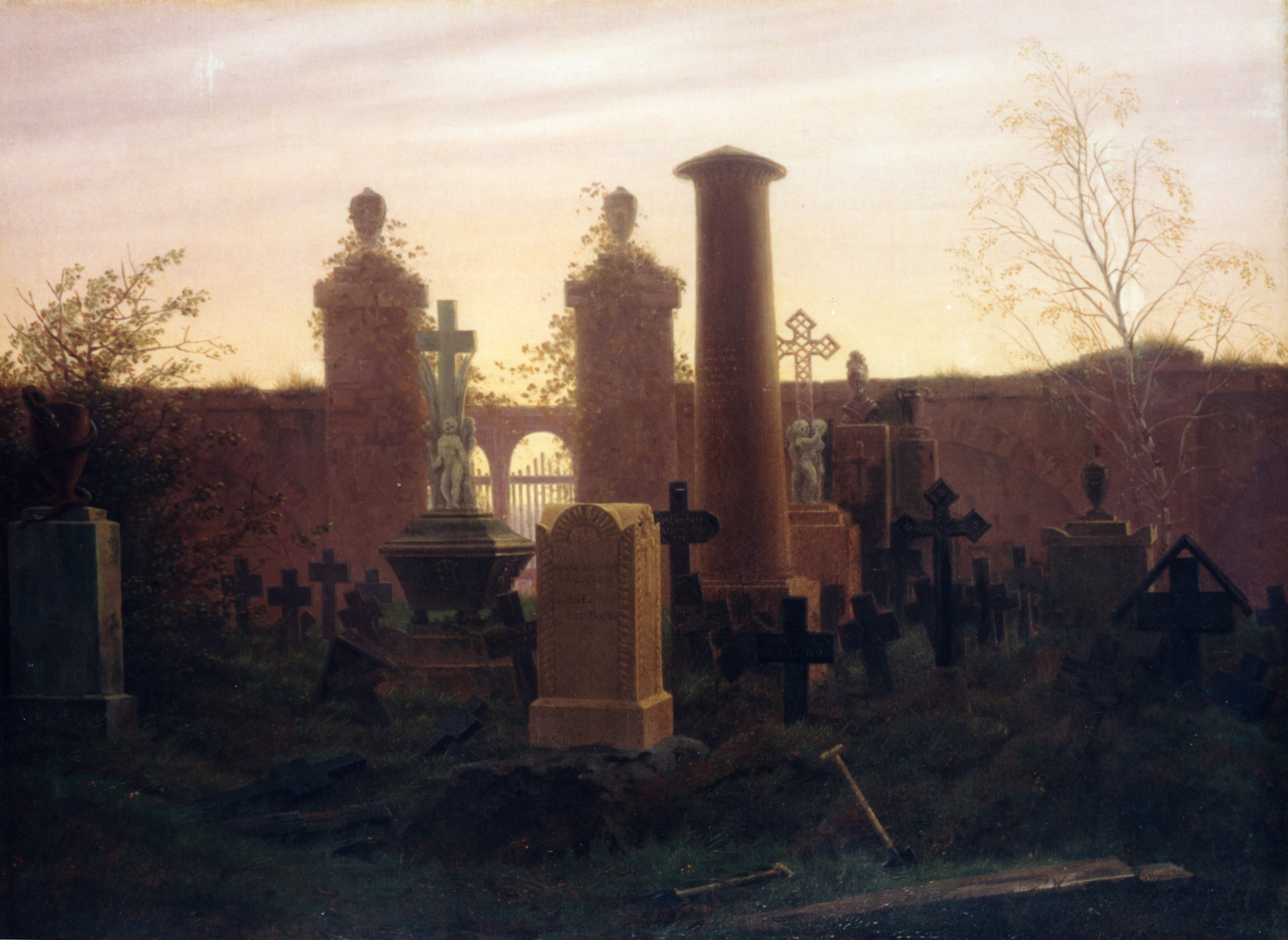
Grabstätte des Malers Gerhard von Kügelgen, Caspar David Friedrich (1822)
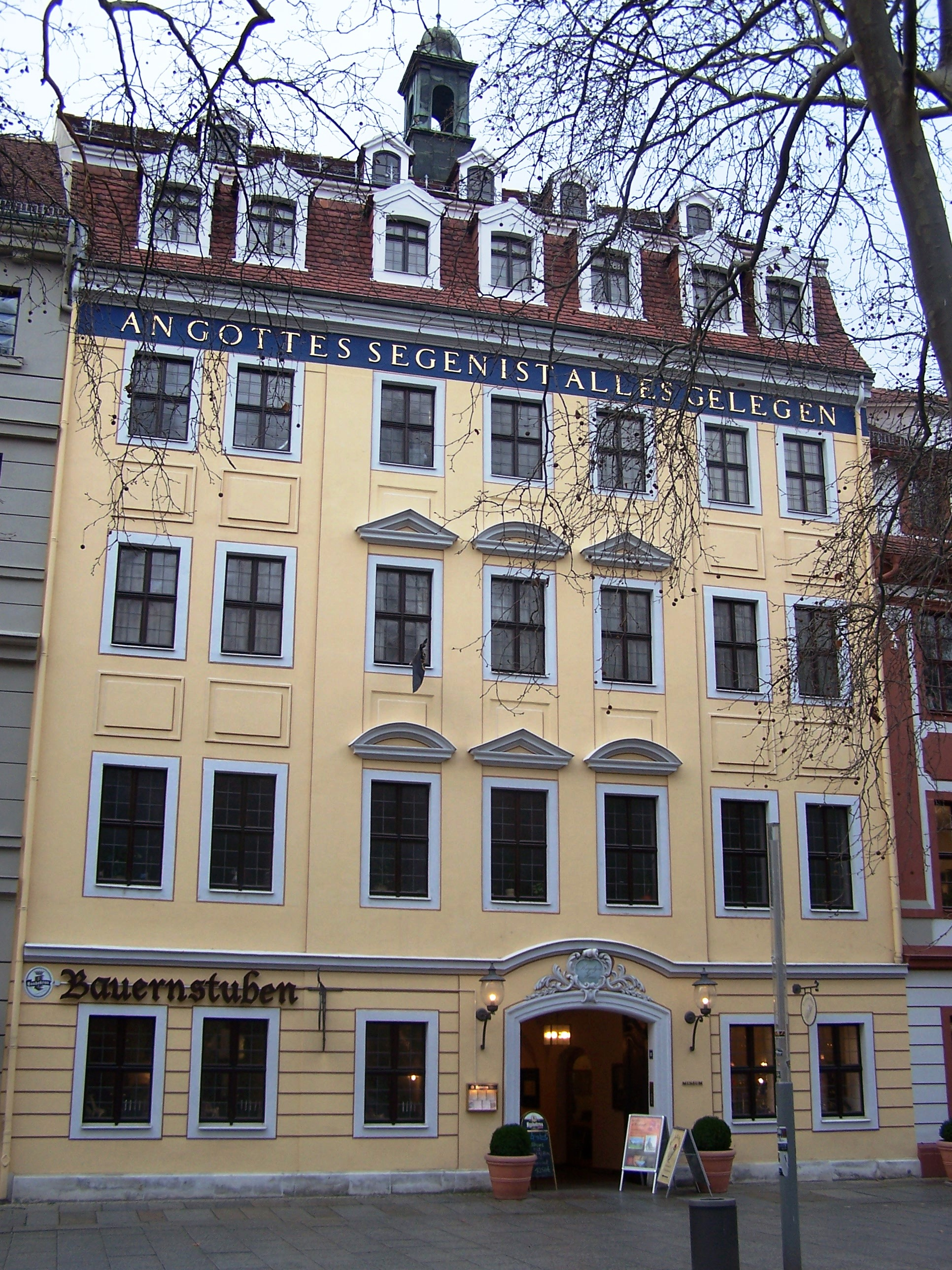
Haus Gottessegen / Kügelgenhaus auf der Hauptstraße in Dresden
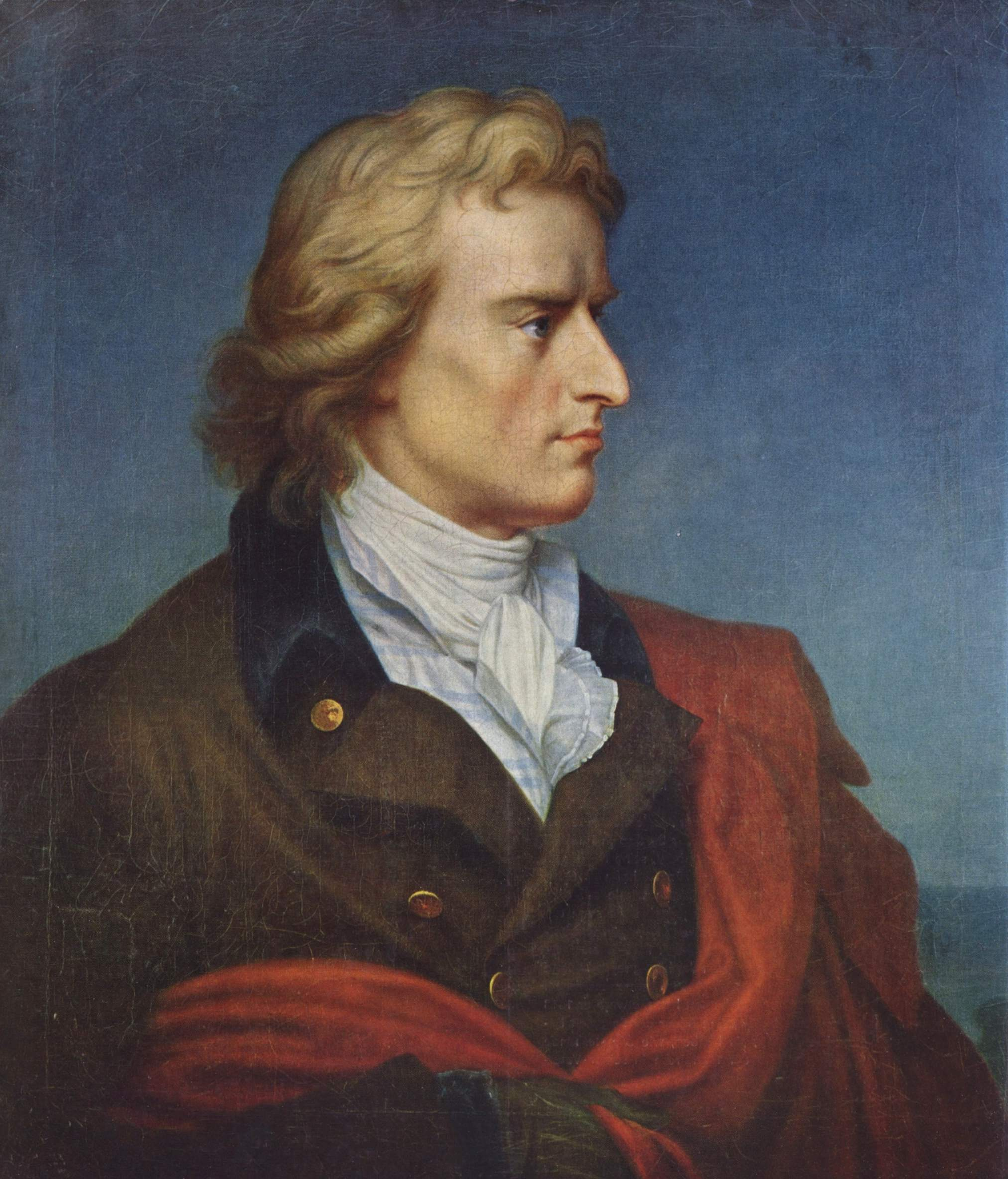
Gerhard von Kügelgen: Porträt Friedrich Schillers
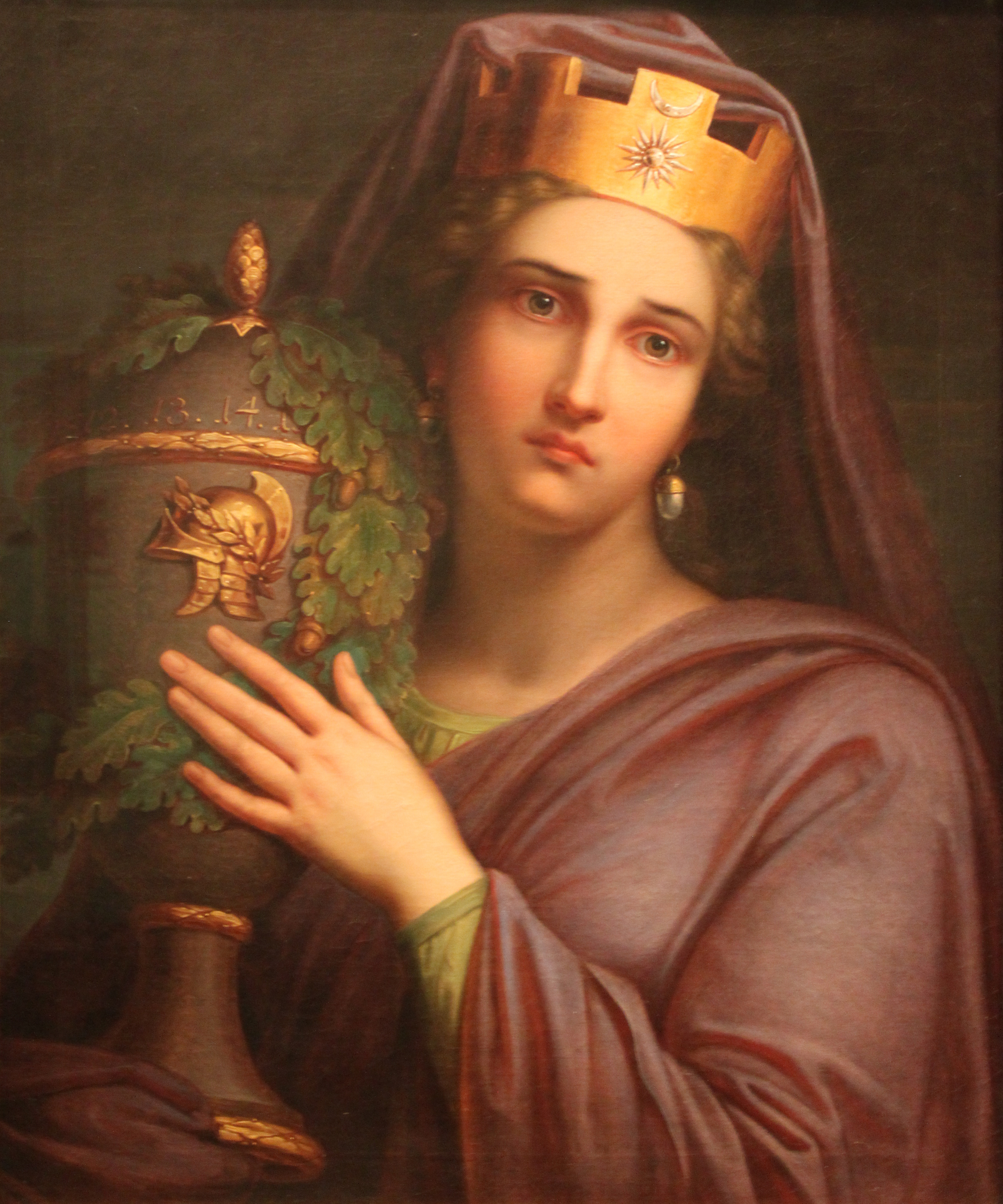
Gerhard von Kügelgen: Allegorie der Trauer, 1815, Deutsches Historisches Museum Berlin
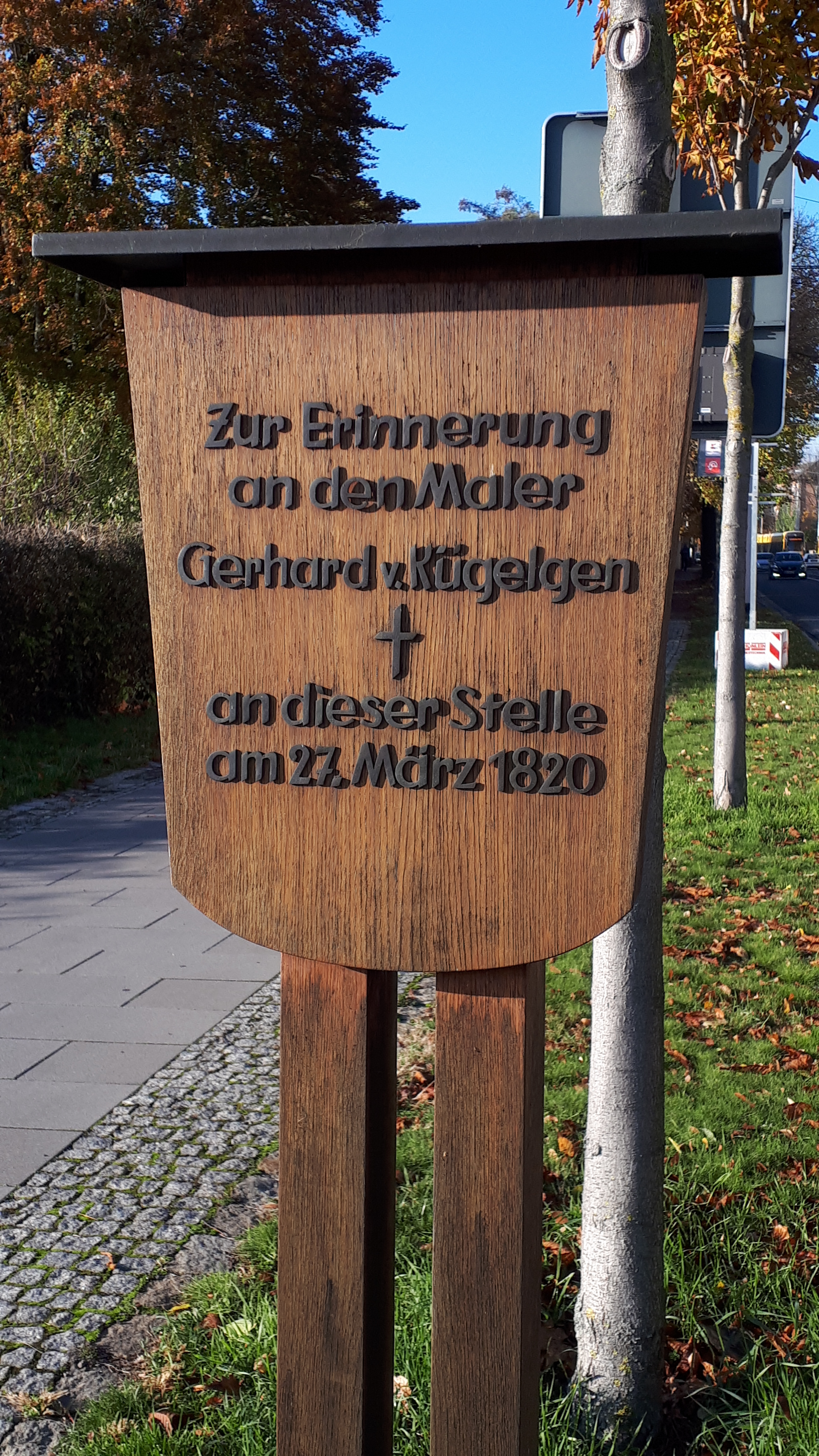
Gedenktafel am Ort des Mordes von G. v. Kügelgen (Bautzner Str. Ecke Oberkiesweg/Körnerweg, Radeberger Vorstadt); Lage: 51° 3′ 59,69″ N, 13° 46′ 19,52″ O
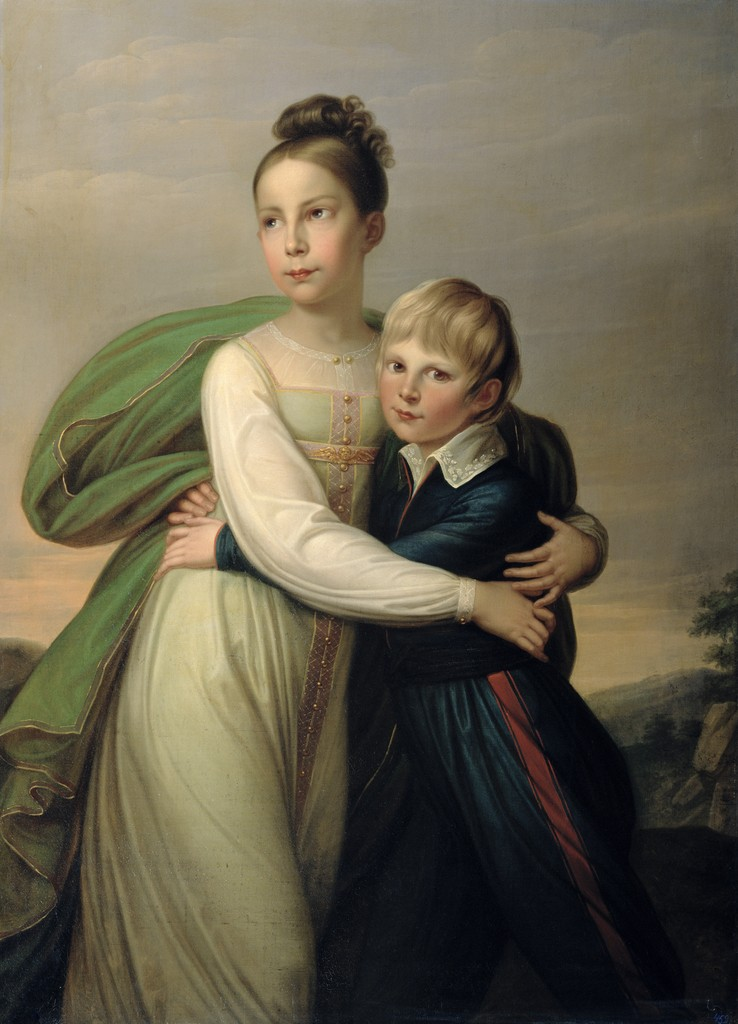
Die Geschwister Prinzessin Luise und Prinz Albrecht von Preußen, Ölgemälde (um 1817)